# Theronia clathrata
Theronia clathrata är en stekelart som beskrevs av Krieger 1899. Theronia clathrata ingår i släktet Theronia och familjen brokparasitsteklar.

## Underarter
Arten delas in i följande underarter:
- T. c. flavolineata
- T. c. malayensis
- T. c. javensis
- T. c. asaphia